# Flårjuven
Flårjuven (norwegisch) ist eine größtenteils eisfreie Klippe mit plateauartigem Gipfel im ostantarktischen Königin-Maud-Land. Sie ragt 1,5 km nördlich des Storkletten in der Regulakette des Ahlmannryggen auf.
Norwegische Kartografen gaben der Klippe ihren Namen und kartierten sie anhand von Vermessungen und Luftaufnahmen der Norwegisch-Britisch-Schwedischen Antarktisexpedition (1949–1952).